# Temple d'Isis (Delos)
El Temple d'Isis fou un antic temple grec dedicat a Isis a l'illa de Delos (Grècia), les ruïnes del qual formen part del jaciment de Delos, declarat Patrimoni de la Humanitat per la UNESCO. El jaciment forma part d'una vasta zona de santuaris de culte egipcis, coneguda com a Serapeu C, situada al vessant occidental de la muntanya Cinto.

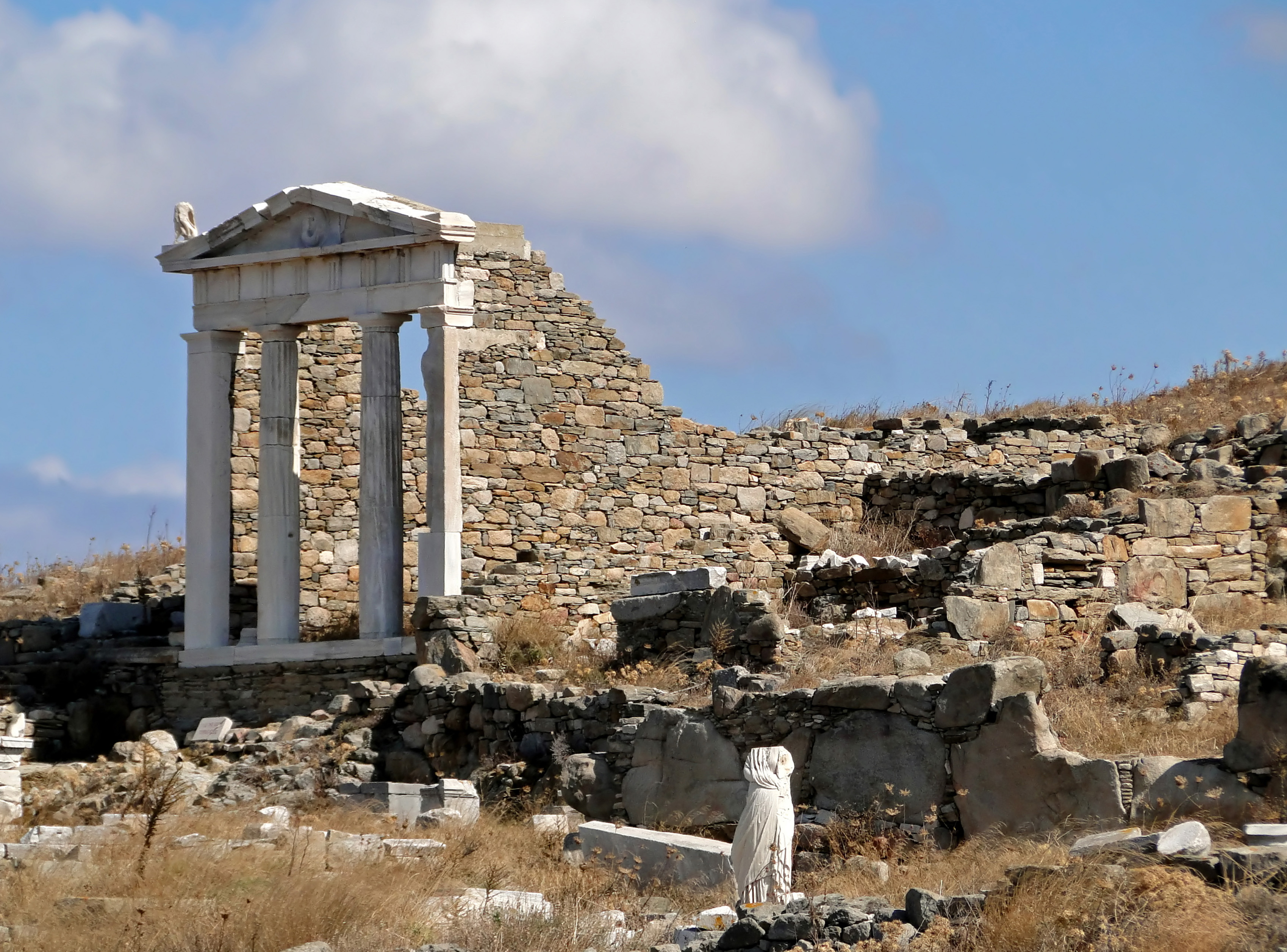
Ruïnes del temple

Es va construir en el període hel·lenístic entre el 166-88 ae. En aquesta època van començar a construir-se a Delos santuaris de cultes importats de l'estranger, com ara  Egipte. El temple era a l'est del Teatre de Delos, al costat oriental de la zona del Serapeu C. Al nord es trobava el Temple dels déus egipcis, acabat si fa no fa en la mateixa època.
Era d'estil dòric. Tenia si fa no fa 12 m de llargada i 5,1 m d'ample, un pronaos amb dues columnes davant i una naos oberta a l'oest. La naos tenia una gran imatge de culte d'Isis. Al costat nord n'hi havia una porta que conduïa al Temple dels déus egipcis. Davant del temple, a la banda oest, hi havia un altar. La façana n'ha estat restaurada, i les restes del culte a Isis també s'han col·locat a la naos.